# 施魯濱
施魯濱（?—?），福建省福州府長樂縣人，清朝政治人物、同進士出身。
光緒十六年（1890年），参加光緒庚寅科殿試，登進士三甲139名。同年五月，授候補同知。